# Mental health days
Die mental health days, auch Tage der psychischen Gesundheit genannt, sind ein österreichisches „mental health literacy“-Projekt, dass das Bewusstsein für psychische Gesundheit an österreichischen Schulen stärken soll. Sie sind als jährlich wiederkehrendes Ereignis geplant. Das Projekt wird vom Verein zur Förderung eines selbstbestimmten Umgangs mit Medien (VsUM) organisiert. Gründer der Initiative ist Obmann Golli Marboe.

## Ablauf

### Schüler und Lehrlinge
Für jeden Schüler und Lehrling findet eine Schulstunde mit spezifischen mental-health-Themen statt. Diese sind altersgerecht aufgeteilt und nach Schulstufen gestaffelt:
- Sekundarstufe I: Mobbing, Körperbild, Internetabhängigkeit und Handysucht, Leistungsdruck und Prüfungsangst
- Sekundarstufe II: Sucht, Depression, Suizidalität, Ängste

Die Stunden werden in einer Doppelconference, mit einem Moderator sowie einem Experten, abgehalten. Die Expertise wird von einem Psychotherapeuten oder einem Psychologen eingebracht. Teils stammen die Experten aus renommierten Organisationen, wie SaferInternet, der Telefonseelsorge oder der Medizinischen Universität Wien. Die Vorträge werden durch Videos und ein Graphic-Protocoll unterstützt. Auch werden die Kinder und Jugendlichen über Mentimeter-Fragen miteinbezogen. Verschiedene Printunterlagen, unter anderem Flyer mit Hilfsangeboten für alle teilnehmenden Personen, werden bereitgestellt. Die medialen Inhalte werden von der Produktionsfirma Inspiris Film, unter der Leitung von Iris Haschek, hergestellt.

### Pädagogen und Erziehungsberechtigte
Am Nachmittag folgt ein Modul für Pädagogen. Hierbei geht es vor allem um die Themen Selfcare, Abgrenzung und Vernetzung. Am Abend wird schließlich noch ein Modul für die Erziehungsberechtigten abgehalten.

## Zahlen und Fakten
Die Pilotveranstaltungen der mental health days fanden am Schottengymnasium Wien und in der Berufsschule Embelgasse in Wien statt. Das Schottengymnasium wurde auf zwei Tage, den 20. und 21. April 2022, die Berufsschule auf vier Tage, vom 10. bis 13. Oktober 2022, aufgeteilt. Bei diesen Veranstaltungen wurden insgesamt 1.721 Schüler und Lehrlinge erreicht.
Mit Stand Ende Juni 2024 haben die Tage der psychischen Gesundheit 75.781 Schüler und Lehrlinge erreicht, insgesamt wurden 1.394 Module abgehalten. Die mental health days finden aktuell in den Bundesländern Wien, Niederösterreich, Burgenland, Steiermark, Oberösterreich, Kärnten, Salzburg und Vorarlberg statt.

## Finanzierung
Die mental health days werden durch Unterstützer sowie Spenden finanziert. Für die Schulen sind die Tage der psychischen Gesundheit kostenlos.
Aktuelle finanzielle Unterstützer der Initiative sind:
- Bundesministerium für Bildung, Wissenschaft und Forschung
- Bundesministerium für Soziales, Gesundheit, Pflege und Konsumentenschutz
- Stadt Wien – Bildung und Jugend
- Licht ins Dunkel
- AK Young
- Rotary Wien Nordost
- Wiener Städtische
- Almdudler
- NEOH
- Courage Club
- Wiener Gesundheitsförderung

## Unterstützung und Kooperation
Die Initiative wird zudem von folgenden Institutionen und Organisationen unterstützt:
- Bundesministerium für Soziales, Gesundheit, Pflege und Konsumentenschutz
- Bundeskanzleramt
- Stadt Wien
- Bildungsdirektionen folgender Bundesländer: Wien, Niederösterreich, Oberösterreich, Burgenland, Steiermark
- Universitätsklinik für Kinder- und Jugendpsychiatrie
- Medizinische Universität Graz
- Österreichischer Bundesverband für Psychotherapie
- Suizidprävention Austria (SUPRA)
- Teach For Austria
- Bundesverband der Elternvereine an mittleren und höheren Schulen Österreichs
- Österreichische Gewerkschaftsjugend
- SaferInternet
- Kriseninterventionszentrum
- die Boje
- Caritas Diözese St. Pölten
- Telefonseelsorge[10]
- Bundesjugendvertretung
- Schülerunion Niederösterreich
- Junos Schüler:innen
- ORF
- Ordensgemeinschaften Österreich
- Österreichische Liga für Kinder- und Jugendgesundheit

Zusätzlich besteht eine Kooperation mit der Universität Wien, um die mental health days wissenschaftlich zu begleiten. Unter der Leitung von Dr. Tobias Dienlin vom Institut für Kommunikationswissenschaft nehmen die Schüler und Lehrlinge an einer standardisierten Umfrage teil. Dabei soll konkret das Medienverhalten der Kinder und Jugendlichen im Zusammenhang mit ihrem persönliches Wohlbefinden sowie ihrer psychischen Gesundheit eruiert werden.

### Ergebnisse der Studie
Im Rahmen einer Pressekonferenz am 15. Januar 2024 wurden die Ergebnisse dieser Studie sowie ein Zwischenbericht zu den mental health days vorgestellt. Die 6.700 befragten Schüler und Lehrlinge gaben an, sich durchschnittlich drei Stunden pro Tag mit dem Smaprtphone und Social Media zu befassen. Zudem sind 35 % bereits auf Suizidberichte und 21 % auf Suizidaufrufe in den sozialen Medien gestoßen. Mehr als die Hälfte gab jedoch an, online noch nie mit Hilfsangeboten in Berührung gekommen zu sein. Zusätzlich haben 9 % der Kinder und Jugendlichen täglich Suizidgedanken.

## Ziele
Die mental health days haben zwei konkrete Ziele:
- Einerseits soll psychische Gesundheit entstigmatisiert und die Hemmschwelle, über psychische Probleme zu reden, gesenkt werden. Dadurch steigt auch das Wohlbefinden und psychische Probleme können präventiv verhindert werden. Andererseits geht es bei der Initiative um Vernetzung: Die Kinder und Jugendlichen, die Pädagogen sowie die Erziehungsberechtigten sollen mit den bereits bestehenden beratenden und unterstützenden Angeboten zusammengebracht werden.[4][12]
- Zudem äußerte der veranstaltende Verein die Vision, die mental health days bis 2030 in möglichst allen österreichischen Schulen abhalten zu können.[4]

## Erfolge
Die Initiative wurde für den Austrian SDG-Award 2023 nominiert. Zudem ist das Projekt Teil des Programms "Wiener Mutmillion – angstfreie Schule" der Stadt Wien.

## Belege
1. ↑  z. B. Tage der psychischen Gesundheit im Gymnasium Hartberg, auf gym-hartberg.ac.at
2. ↑  Ein "Mental Health Day" an der Schule. Abgerufen am 8. Januar 2024 (deutsch).
3. 1 2  Golli Marboe mit “mental health days” im ORF. Abgerufen am 8. Januar 2024 (österreichisches Deutsch).
4. 1 2 3 4 5 6  Tage der psychischen Gesundheit. In: KPH Wien/Krems. 24. Mai 2022, abgerufen am 8. Januar 2024.
5. ↑  Mental Health Days. Abgerufen am 8. Januar 2024 (österreichisches Deutsch).
6. ↑  Pilotschulen. Abgerufen am 8. Januar 2024 (österreichisches Deutsch).
7. ↑  mental health days. Abgerufen am 8. Januar 2024 (österreichisches Deutsch).
8. ↑  Erfahrungsberichte der Schulen. Abgerufen am 15. Mai 2024 (österreichisches Deutsch).
9. 1 2  Unterstützung. Abgerufen am 15. Mai 2024 (österreichisches Deutsch).
10. ↑  Mental Health Days. Abgerufen am 8. Januar 2024.
11. ↑  Studie: Jugendliche kennen Hilfsangebote zu Suizid noch zu wenig. Abgerufen am 22. Januar 2024.
12. ↑  Leonie Ruisz, O. R. F. Newsroom: Projekttage an Schulen zu psychischer Gesundheit. 21. Dezember 2022, abgerufen am 8. Januar 2024.
13. ↑  Austrian SDG Award Urkunde. In: Senat der Wirtschaft. Abgerufen am 8. Januar 2024.
14. ↑  ktv_tkiebl: "Wiener Mutmillion - angstfreie Schule" - 10 Projekte. Abgerufen am 15. Mai 2024.